# Anton Fischer (bobsleista)
Anton Fischer (ur. 25 lipca 1954 w Ohlstadt) – niemiecki bobsleista reprezentujący RFN, trzykrotny zdobywca Pucharu Świata.

## Kariera
Największe sukcesy Anton Fischer osiągnął w sezonie 1984/1985, kiedy zwyciężył w klasyfikacjach dwójek i kombinacji Pucharu Świata. Ponadto w sezonie 1986/1987 ponownie był najlepszy w dwójkach, a w klasyfikacji kombinacji był tym razem trzeci, za Mattem Royem z USA i Wolfgangiem Hoppe z NRD. W 1984 roku wystartował na igrzyskach olimpijskich w Sarajewie, zajmując ósme miejsce w dwójkach i czternaste w czwórkach. Brał także udział w rozgrywanych cztery lata później igrzyskach olimpijskich w Calgary, gdzie był siódmy w dwójkach i jedenasty w czwórkach.